# اوک تریل شورز، تگزاس
اوک تریل شورز (به انگلیسی: Oak Trail Shores) یک منطقهٔ مسکونی در ایالات متحده آمریکا است که در شهرستان هود، تگزاس واقع شده‌است. اوک تریل شورز ۶٫۵۸ کیلومتر مربع مساحت و ۲٬۷۵۵ نفر جمعیت دارد و ۲۴۷ متر بالاتر از سطح دریا واقع شده‌است.